# Publius Tullius Varro
Publius Tullius Varro war ein römischer Politiker und Senator des 2. Jahrhunderts n. Chr.

## Leben
Publius Tullius Varro entstammte einer plebejischen römischen Familie, die ursprünglich in Tarquinii beheimatet war. Er war der Sohn des Senators Publius Tullius Varro, der zuletzt Prokonsul der Provinz Macedonia gewesen war. Publius Dasumius Rusticus war sein Bruder.
Er durchlief die für Senatoren übliche Laufbahn, die in einer Inschrift wie folgt beschrieben wird: Zunächst wurde er decimvir stlitibus iudicandis, dann leistete er seinen Militärdienst als Militärtribun in der Legio XVI Flavia Firma ab, um danach seine politische Laufbahn (cursus honorum) als Quaestor urbanus zu beginnen. Danach wurde er aedilis cerealis, um dann wieder eine militärische Funktion als Kommandeur (Legatus legionis) der Legio XII Fulminata in der Provinz Kappadokien zu übernehmen. Schließlich wurde er an den Niederrhein als Kommandeur der Legio VI Victrix versetzt. Um 123/124 wurde er Statthalter (Prokonsul) der Provinz Baetica ulterior, dann, wieder in Rom, Praefectus aerarii Saturni und Suffektkonsul für den Monat April 127. Danach wurde er curator alvei et ripae Tiberis et cloacae urbis, später (130–132) dann Legatus Augusti pro praetore in der Provinz Moesia superior. Durch Militärdiplome ist er für die Jahre 135 bis 137 als Statthalter in der Provinz Moesia superior nachgewiesen. Schließlich war er in einem der ersten Regierungsjahre des Kaisers Antoninus Pius Prokonsul der Provinz Africa. Sein Todesdatum ist unbekannt.